# 빌라 에스쿠데로

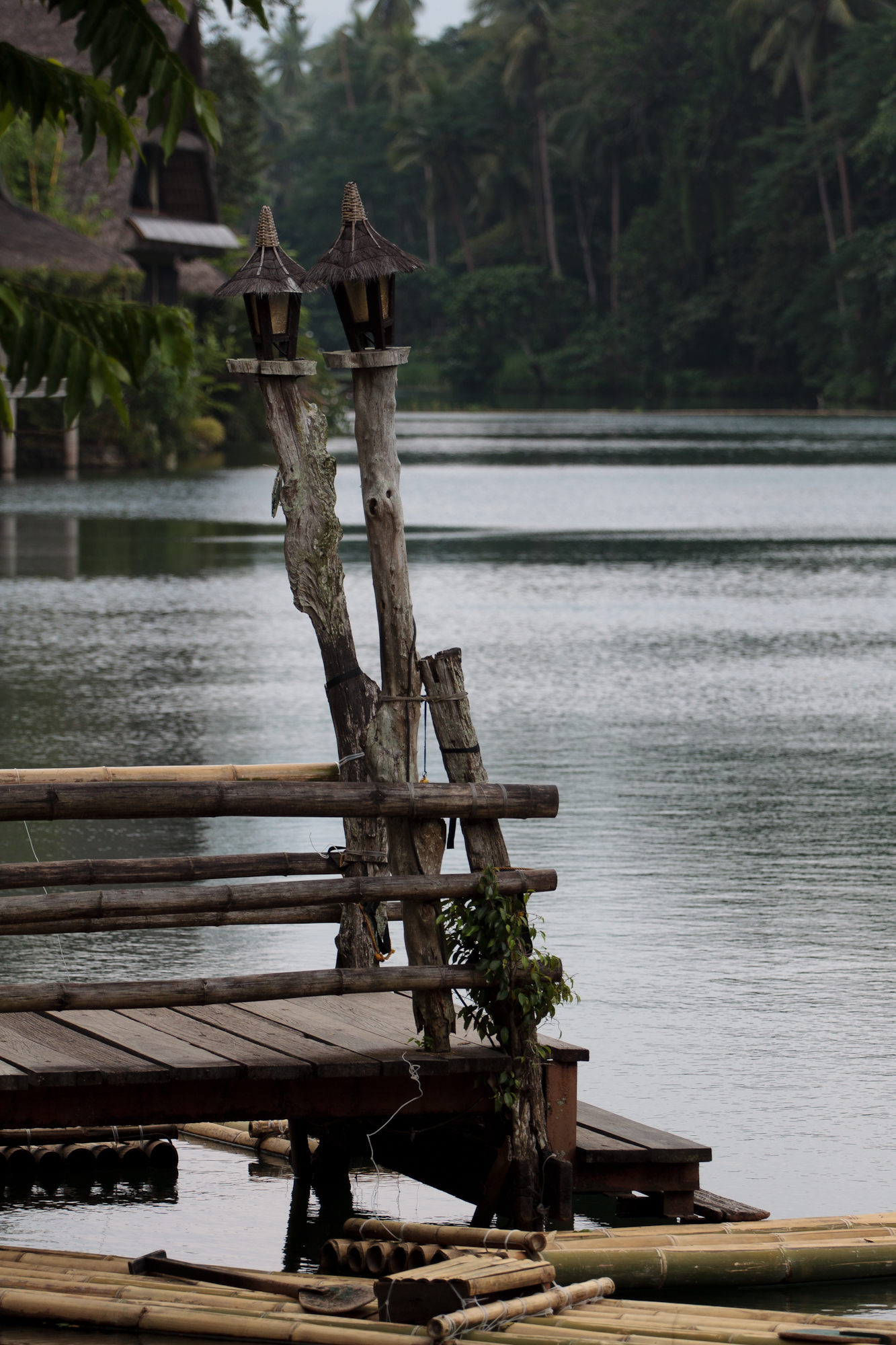

빌라 에스쿠데로 플렌테이션(Villa Escudero)은 필리핀의 코코야자 농장이다.
여기서 에스쿠데로라는 말은 필리핀의 아주 유명한 가문의 이름이다. 빌라 에스쿠데로는 필리핀의 토속적인 정취를 느낄 수 있는 3대째 계속 내려오는 북부 최대의 개인 농장이다. 비록 규모는 작지만 중국 도자기, 전통 은마차, 조각품 등을 전시하고 있다. 낭만적인 필리핀 전통식사를 즐길 수 있고, 카라바우(물소가 끄는 마차)와 대나무 뗏목도 즐기는 남국의 운치가 있는 곳이다.